# Маджарово (нос)
Носът Маджарово (на английски: Madzharovo Point) е скалист морски нос на североизточния бряг на остров Анвер, вдаващ се 300 м на североизток в залива Фурние между ледник Тамирис на северозапад и ледник Клептуза на югоизток. Разположен 4.94 км югозападно от нос Предел и 3.88 км западно от нос Студена.
Координатите му са: 64°34′09″ ю. ш. 63°16′46″ з. д. / 64.569167° ю. ш. 63.279444° з. д..
Наименуван е на Димитър Маджаров (1882-1949), водач в българското освободително движение в Одринска Тракия, и във връзка с град Маджарово в Южна България. Името е официално дадено на 23 ноември 2009 г.
Британско картографиране от 1980 г.

## Карти
- British Antarctic Territory. Scale 1:200000 topographic map No. 3217. DOS 610 – W 64 62. Tolworth, UK, 1980.
- Antarctic Digital Database (ADD). Scale 1:250000 topographic map of Antarctica. Scientific Committee on Antarctic Research (SCAR), 1993-2012.